# 山中末治
山中 末治（やまなか すえはる、1925年（大正14年）1月2日 - 2014年（平成26年）12月15日）は、日本の政治家（京都府綴喜郡八幡町長、京都府八幡市長、京都府町村会長を歴任。衆議院議員2期）、航空技手。京都府八幡市出身。

## 経歴
- 川西航空工高等科卒業後、海軍を経て復員後、京阪神急行電鉄に入社、分離後、京阪電気鉄道に勤務。
- 1947年（昭和22年）1月6日、京阪神急行電鉄株式会社守口車両部入社。
- 1956年（昭和31年）8月、京都府綴喜郡八幡町長に当選、以後6期24年間務める。
- 1977年（昭和52年）11月、八幡町の市制施行により、八幡市長となる。
- 1980年（昭和55年）、京阪電気鉄道株式会社復職、大津支社勤務。
- 1983年8月、前尾繁三郎、谷垣専一の両衆議院議員死去に伴う衆議院旧京都2区補欠選挙に日本社会党から立候補するが、自民党の谷垣禎一、野中広務に敗れる。同年の第37回衆議院議員総選挙で初当選。
- 1986年、第38回衆議院議員総選挙で落選。
- 1990年、第39回衆議院議員総選挙でトップの得票で当選。
- 1993年、社会党シャドーキャビネットで運輸大臣を務める。同年、政界引退。

その後、日本社会党京都府本部顧問、日本私鉄労働組合総連合会顧問などを務める。